# Porvoo
Porvoo (in svedese Borgå) è una città della Finlandia di 51232 abitanti, situato nella regione dell'Uusimaa. Fino al 2011 apparteneva alla regione dell'Uusimaa Orientale in seguito soppressa.
Il nome deriva da un'antica fortificazione situata nei pressi del fiume Porvoonjoki che attraversa la città (il nome svedese Borgå è composto dalla parole borg che significa castello e å fiume). Porvoo è una delle sei città medievali della Finlandia e la seconda città più antica dopo Turku.
È situata nella parte meridionale del paese e si affaccia sul golfo di Finlandia circa 50 km a est di Helsinki. La città è bilingue con il finlandese e lo svedese come lingue ufficiali.
Vicino: Askola, Loviisa, Myrskylä, Pornainen, Sipoo.

## Storia
Lo status di città fu conferito nel 1346 dal sovrano svedese Magnus Erikkson, ma già in precedenza la città rivestiva importanza commerciale: Porvoo era il luogo di transito delle merci in arrivo da nord (pelli e legname) che in seguito, da Tallinn, giungevano nell'Europa centrale. Quando nel 1721 l'Impero svedese perse la città di Viipuri (Vyborg) conquistata dall'Impero russo la sede vescovile fu trasferita a Porvoo. In quell'epoca Porvoo era la seconda città del paese, dopo la conquista della Finlandia da parte russa il paese fu ceduto dalla Svezia all'Impero russo a Porvoo si riunì l'assemblea legislativa (la cosiddetta dieta di Porvoo). Lo zar Alessandro I firmò la nuova costituzione della Finlandia del 1772 con la quale il paese divenne un granducato autonomo.

## Monumenti
Porvoo può essere divisa in tre parti, la città vecchia, la città nuova e il quartiere del XIX secolo costruito nello stile impero all'epoca dello zar Nicola I. La parte vecchia (Vanha Porvoo/Gamla Borgå) fu ricostruita dopo l'incendio che nel 1760 devastò la città ed è caratterizzata da vicoli e strade intersecanti con caratteristiche case in legno. In questa parte della città si trovano i magazzini di legno del lungofiume che sono stati dichiarati Patrimonio dell'umanità dall'UNESCO. Nella parte vecchia si trova anche la caratteristica cattedrale in stile gotico del XV secolo.

## Musei
- Museo storico di Porvoo, al suo interno ospita il Museo Edelfelt-Vallgren che espone opere di Albert Edelfelt e di Ville Vallgren, i due più famosi artisti di Porvoo;
- Museo della bambola e dei giocattoli, il più grande nel suo genere in Finlandia;
- Casa Runeberg, Johan Ludvig Runeberg è l'autore del Maamme, l'inno nazionale finlandese.

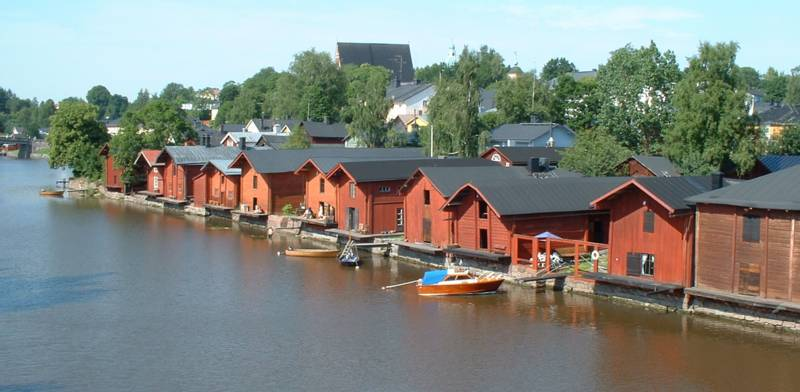
I magazzini del lungofiume di Porvoo

## Società

### Lingue e dialetti
Le lingue ufficiali di Porvoo sono il finlandese e lo svedese, e il 4,6% degli abitanti parla altre lingue.
| %     | Ripartizione linguistica (gruppi principali) |
| ----- | -------------------------------------------- |
| 30,7% | madrelingua svedese                          |
| 64,7% | madrelingua finlandese                       |